# مكسنتيوس
مكسنتيوس (باللاتينية: Maxentius) أو ماركوس أوريليوس فاليريوس مكسنتيوس أغسطس (باللاتينية: Marcus Aurelius Valerius Maxentius Augustus) ـ (حوالي 278 م ـ 28 أكتوبر 312) هو إمبراطور رومانيّ بين عامي 306 و312 م، وهو ابن الإمبراطور السابق مكسيميانوس وزوج ابنة الإمبراطور غاليريوس.

## حياته

### ولادته وحياته المبكرة
تاريخ ميلاد مكسنتيوس غير معروف بدقة، وربما كان خلال الفترة الممتدة بين 276م – 283م، وهو ابن الإمبراطور مكسيميانوس من زوجته السورية يوتروبيا.
أصبح والده إمبراطورًا في عام 285، واعتبر مكسنتيوس ولي عهده المنتظر. يبدو أنه لم يخدم في أي منصب عسكري أو إداري مهم في عهد ديوكلتيانوس ووالده. تزوج من فاليريا ماكسيميلا ابنة غاليريوس، وتاريخ زواجهما غير معروف، وكان لديه ولدان، فاليريوس رومولوس (295 - 309) وآخر غير معروف.
تنازل دقلديانوس وماكسيميان عن الحكم في عام 305، وعاد القيصران السابقان قسطنطينوس وغاليريوس إلى الحكم، وشارك ابنا القيصران مكسنتيوس وقسطنطين في نظام الحكم الرباعي الجديد. تشير وثائق لاكتانتيوس التاريخية إلى أن غاليريوس كره مكسنتيوس، واستخدم نفوذه مع دقلديانوس لتحجيم دور مكسنتيوس وإزالته من ولاية العهد، وربما اعتقد دقلديانوس أيضًا أن مكسنتيوس لم يكن مؤهلًا لأداء المهمات العسكرية، وفي النهاية أحيل مكسنتيوس إلى التقاعد وسكن في مزرعة على بعد عدة أميال من روما.
توفي قسطنطينوس في عام 306، وتوج ابنه قسطنطين إمبراطورًا في 25 يوليو، وقبله غاليريوس لاحقًا في الحكم الرباعي كقيصر، وكان هذا بمثابة إشارة لعودة مكسنتيوس إلى الحكم الرباعي في نفس العام.

### إمبراطورًا
سار غاليريوس إلى إيطاليا في صيف عام 307 على رأس جيش كبير. تفاوض مكسنتيوس مع الجيش الغازي من خلال الوعود بدفع مبالغ كبيرة من المال، فانشق العديد من جنود غاليريوس وقادته، وأُجبر غاليريوس على الانسحاب، ونهب إيطاليا في طريقه. ترسخ حكم مكسنتيوس على إيطاليا وإفريقيا بعد حملة غاليريوس الفاشلة، وبدء بترتيب اتصالات ودية مع قسطنطين اعتبارًا من عام 307، وفي صيف ذلك العام سافر ماكسيميان إلى بلاد الغال، وزوج قسطنطين من ابنته فاوستا وعينه الإمبراطور الأكبر. رغم ذلك حاول قسطنطين تجنب الانفصال عن غاليريوس ولم يدعم مكسنتيوس علنًا أثناء الغزو.
حاول ماكسيميان إقالة ابنه مكسنتيوس في أبريل 308 خلال تجمع للجنود في روما، فاضطر إلى الفرار من روما. حُرم مكسنتيوس مرة أخرى من الاعتراف به إمبراطورًا شرعيًا وذلك خلال مؤتمر للحكم عُقد في نفس العام، وعُين ليسينيوس أغسطس كقيصر، وفي أواخر عام 308 أصبح دوميتيوس ألكسندر إمبراطورًا في قرطاج وانفصلت المقاطعات الأفريقية عن حكم مكسنتيوس، ما شكَّل وضعًا حرجًا لمكسنتيوس لأن أفريقية كانت حاسمة لإمدادات روما بالغذاء.
توفي الابن الأكبر لمكسنتيوس فاليريوس رومولوس في عام 309 عن عمر يناهز أربعة عشر عامًا، ودفن في ضريح ملكي في طريق أبيا. توفي ماكسيميان في 309 أو 310، وتدهورت العلاقات بعد وفاته بين مكسنتيوس وقسطنطين بسرعة، فتحالف مكسنتيوس مع ماكسيمينوس لمواجهة تحالف قسطنطين وليسينيوس.
خسر مكسنتيوس إستريا لصالح ليسينيوس في عام 310، لكن الأخير لم يستطع مواصلة الحملة. وبحلول منتصف عام 310 أصيب غاليريوس بمرضٍ شديد لدرجة أنه لم يتمكن من التدخل في سياسة الإمبراطورية مجددًا، وتوفي في 30 أبريل سنة 311. زعزع موت غاليريوس استقرار ما تبقى من نظام الحكم الرباعي. حشد مكسمينوس قواته لمهاجمة ليسينيوس، واستولى على آسيا الصغرى قبل لقاء ليسينيوس على مضيق البوسفور لترتيب معاهدة سلام، وفي هذه الأثناء عمل مكسنتيوس على تحصين شمال إيطاليا ضد الغزوات المحتملة وأرسل جيشًا صغيرًا إلى أفريقية تحت قيادة روفيوس فولوسيانوس الذي هزم وأعدم دوميتيوس ألكسندر في عام 310 أو عام 311. استغل مكسنتيوس الفرصة واستولى على ثروة دوميتيوس، وجلب كميات كبيرة من الحبوب إلى روما، وعزز شعبيته بين المسيحيين في إيطاليا من خلال السماح لهم بانتخاب أسقف جديد لروما.

### وفاته
توفي مكسنتيوس غرقًا في نهر التيبر في روما.